# Azulejo publicitario

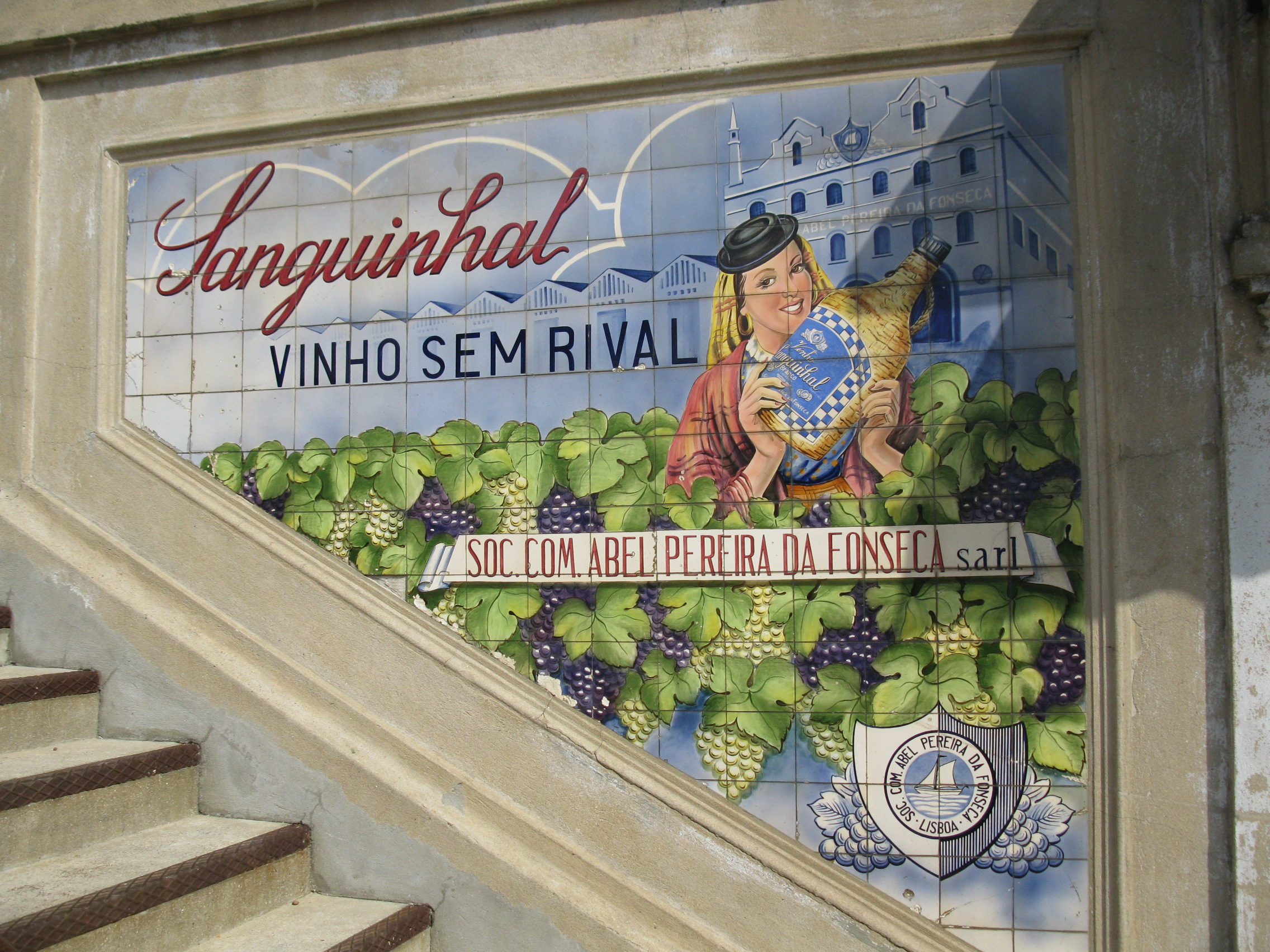
Mural en Oporto

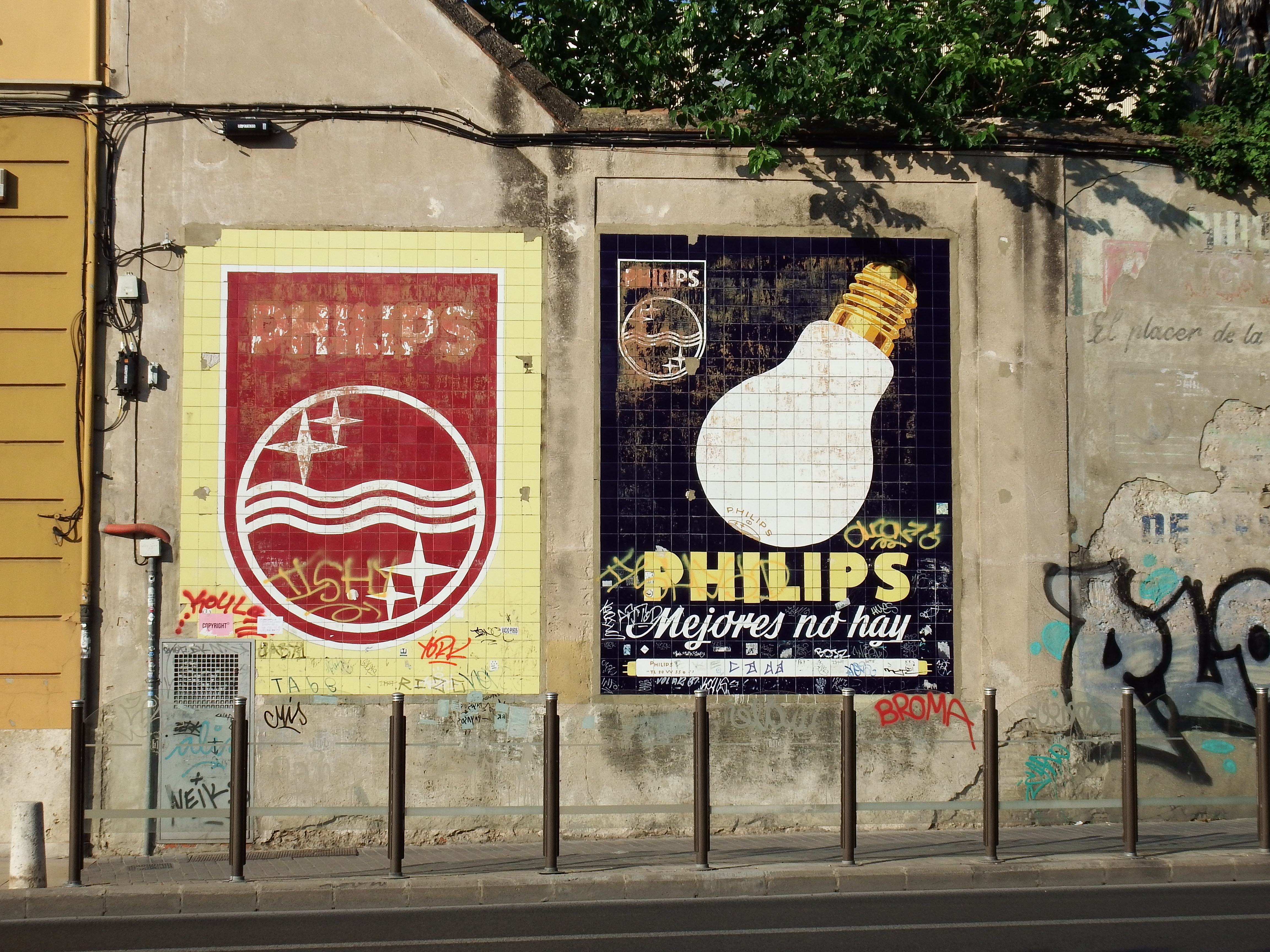
Publicidad de Philips en Valencia

Los azulejos publicitarios son murales constituidos por un conjunto de azulejos que situados sobre una pared configuran un mensaje publicitario. 
Este tipo de promoción se popularizó a finales del siglo XIX y principios del siglo XX y si bien la mayoría han desaparecido, a día de hoy todavía se pueden contemplar en las calles de algunas ciudades españolas. En determinadas localidades como Valencia se ha reconocido su importancia cultural y han sido declarados Bienes de Relevancia Local. En Barcelona, todavía se pueden admirar los anuncios de Cinzano y Anís del Mono, protegidos por un cristal que luce en su fachada el bar La Principal. En otras ciudades como Altafulla todavía es visible un panel cerámico con una imagen que llegó a ser emblemática y que representa al jinete de Nitrato de Chile, un dibujo realizado por el arquitecto Adolfo López-Duran.
En Valencia el azulejo ornamental se empleó tanto en exteriores como interiores, destacando por su importancia la elaboración de carteles publicitarios. Entre ellos cabe destacar los mencionados de Nitrato de Chile y Anís del Mono, así como los correspondientes a Osram, Codorniu, Solares, Philips o Ron negrita. A fecha de hoy todavía se pueden contemplar dos paneles de la marca Philips bastante deteriorados por el paso del tiempo en la calle Baquerías de la ciudad.
En Madrid, el antiguo tablao Los Gabrieles, bajo la calle Echegaray, constituye una inmejorable muestra del azulejo publicitario de principios del siglo XX. Los azulejos que se contemplan en el techo abovedado, fueron creados en 1919 por el artista sevillano Enrique Orce y representan escenas taurinas. Otros murales se encuentran en las paredes del establecimiento y constituyen claros exponentes de publicidad cerámica. En su mayor parte vienen referidos a bebidas alcohólicas como Garvey o Domecq ya que los propios fabricantes pagaban por promocionarse en el establecimiento. Los murales han sido sometidos a un cuidadoso proceso de restauración.

## Galería

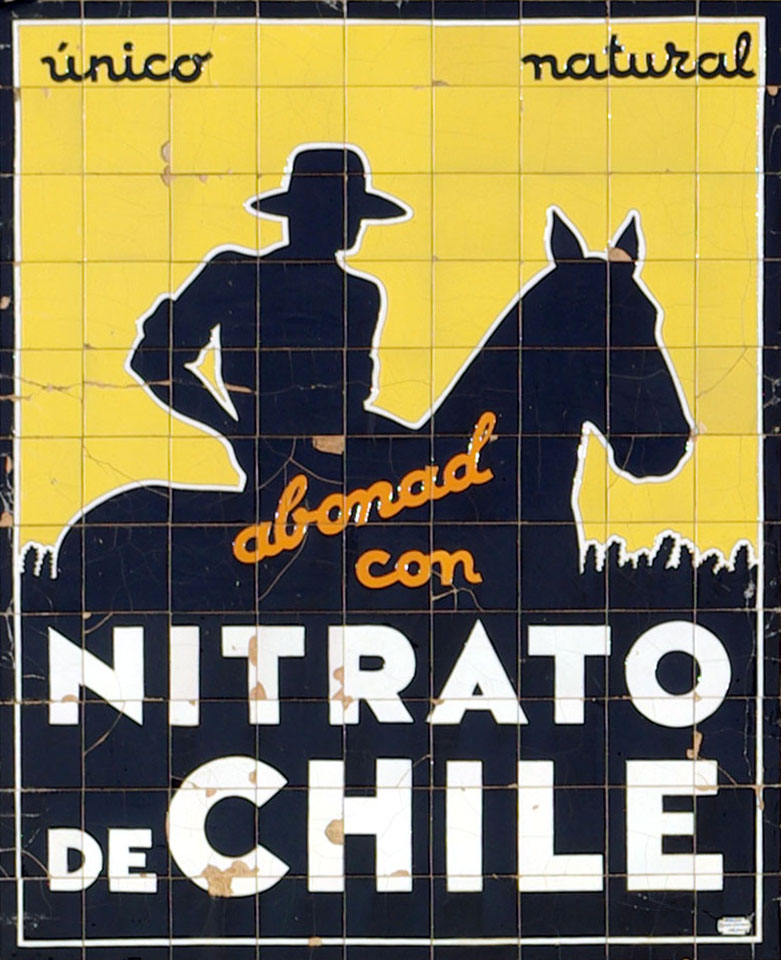
Mural de Nitrato de Chile
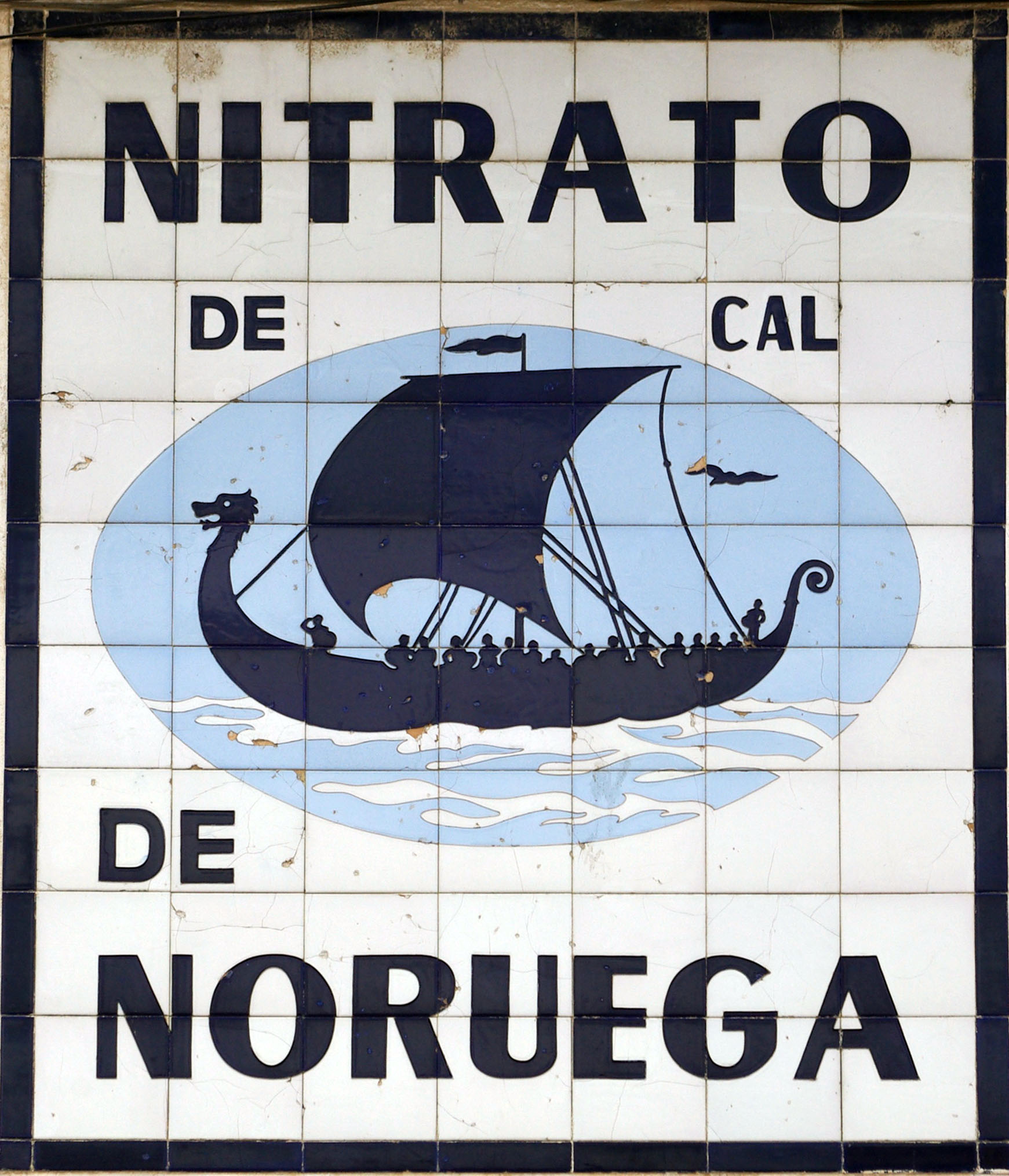
Mural de Nitrato de Noruega en Peñafiel, Valladolid
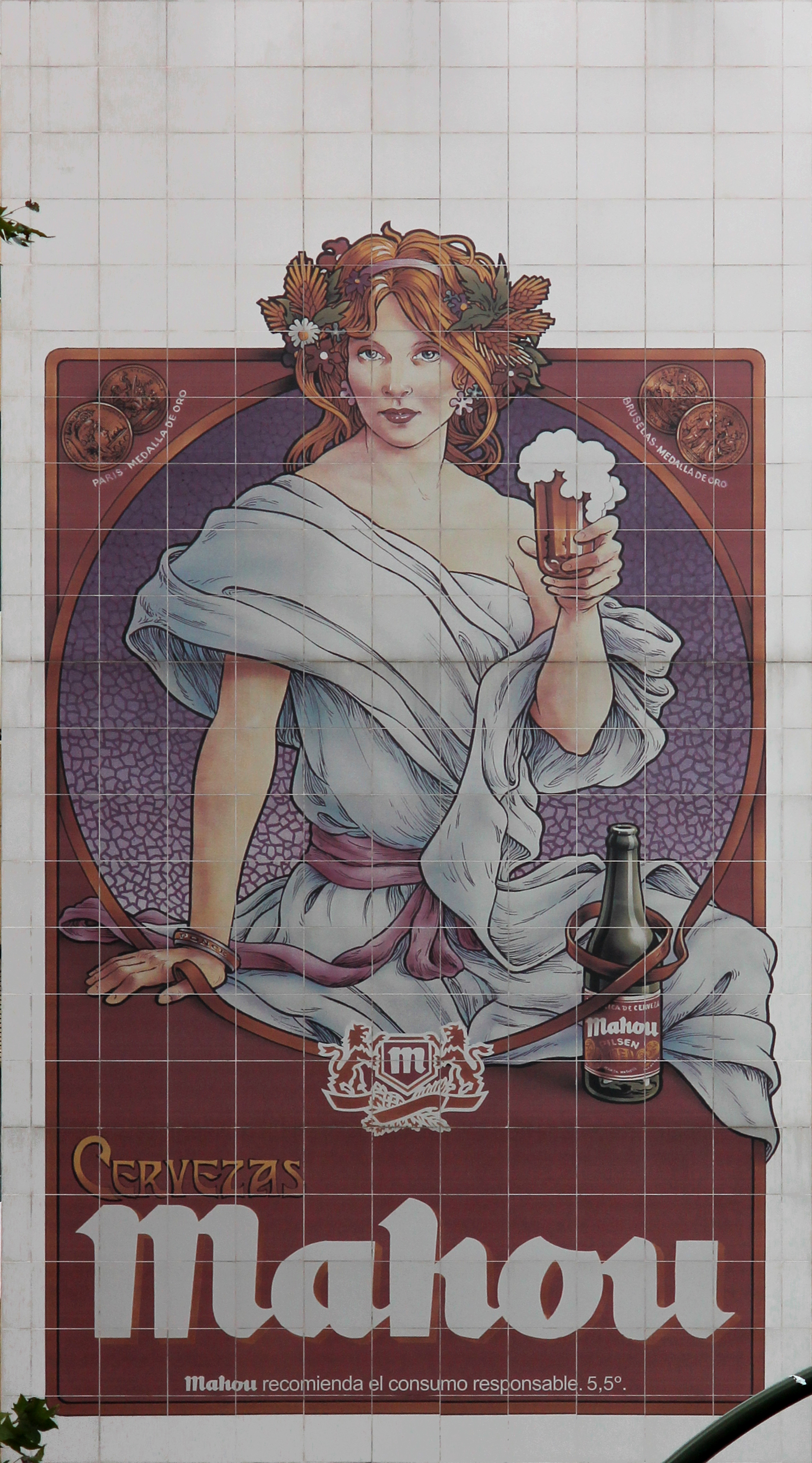
Publicidad de Mahou en Madrid
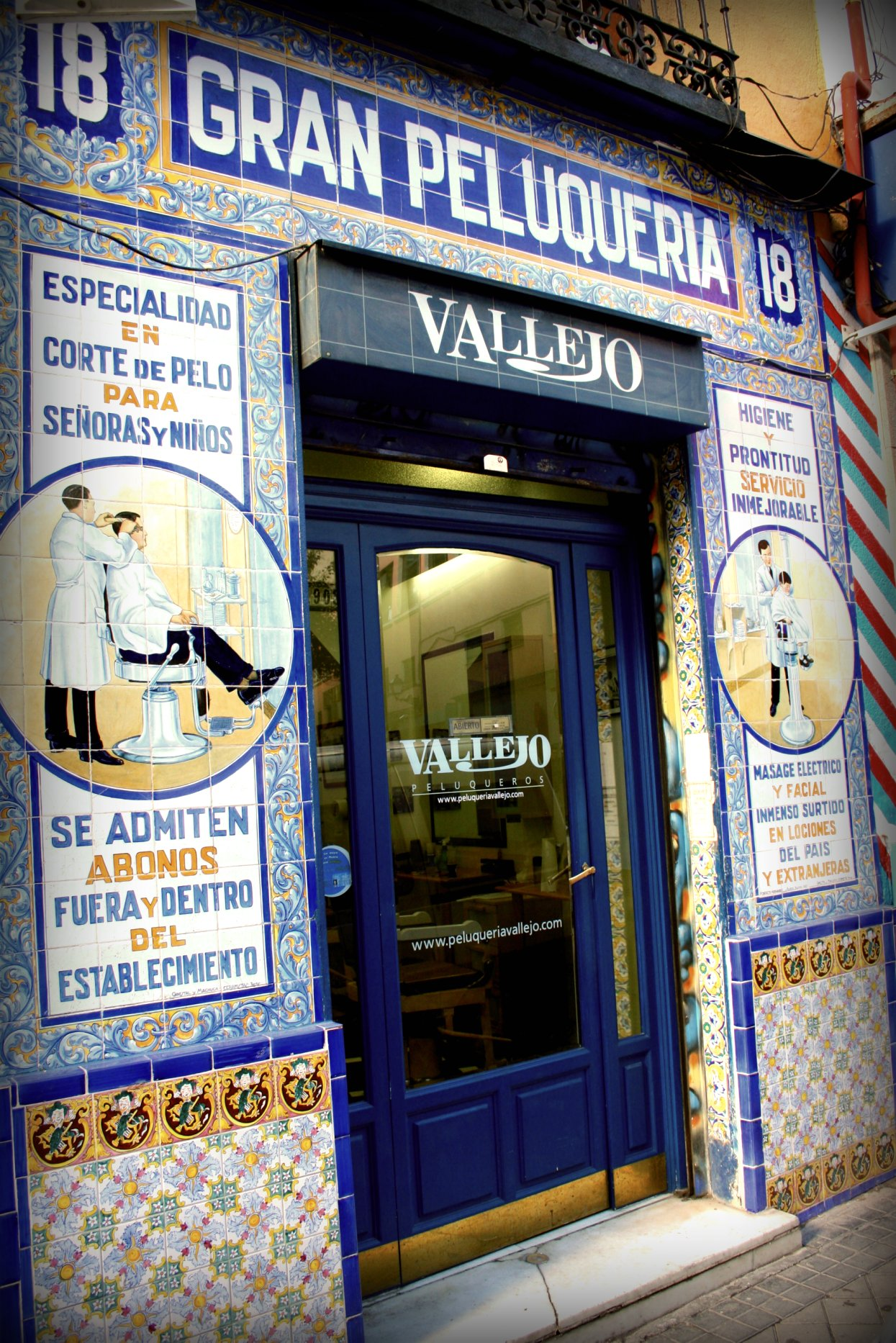
Decoración de la peluquería Vallejo en Madrid
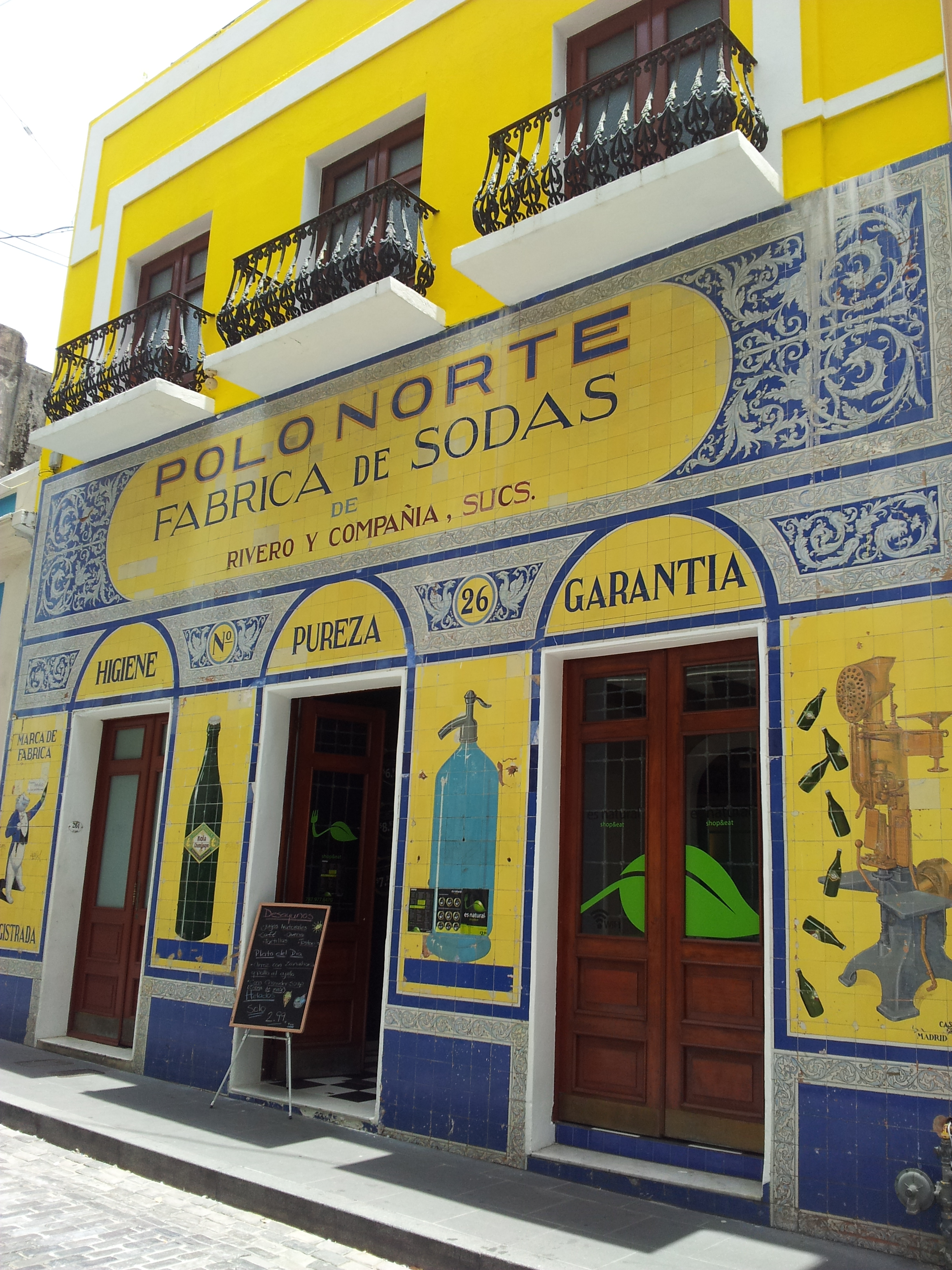
Restaurante Polo Norte en Viejo San Juan, Puerto Rico
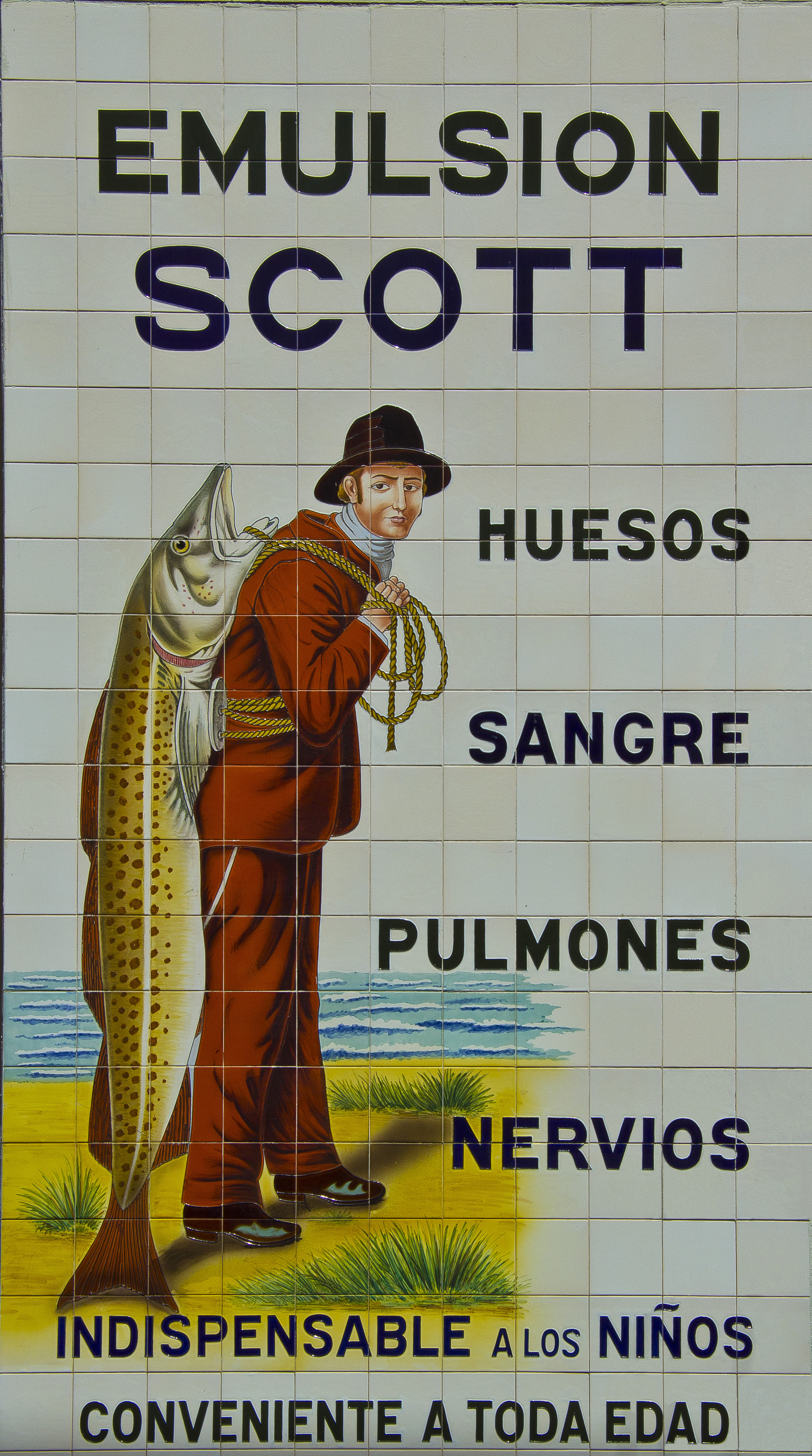
Publicidad de Emulsión Scott en Santa Cruz de Tenerife